# Amphiprostyle

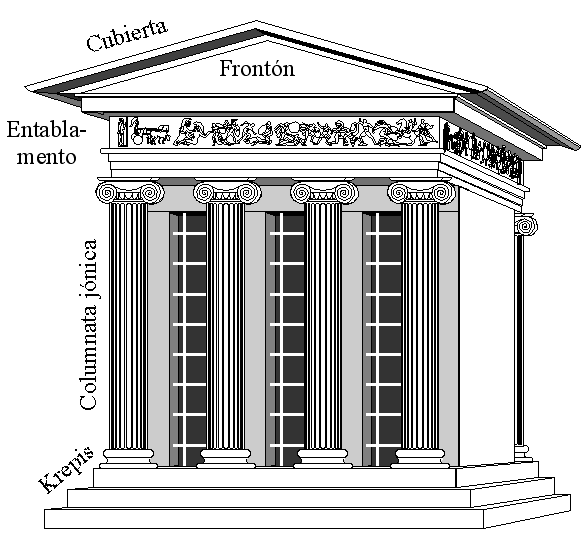
Reconstitution du temple d'Athéna Niké.

Amphiprostyle est un terme architectural désignant les temples antiques (particulièrement grec et romain) possédant un portique de quatre colonnes en façade, à l'avant et à l'arrière, formant saillie mais sans colonne sur les côtés. Un des exemples les plus connus est le temple d'Athéna Niké, au portique tétrastyle ionique.